# 이시노촌
이시노촌(石野村)은 아이치현 니시카모군에 설치되었던 촌이다. 현재의 도요타시에 해당한다.